# António Ribeiro Saraiva
António Ribeiro Saraiva de Morais Figueiredo (Sernancelhe, 10 de Junho de 1800 – Kent, Inglaterra, 15 de Dezembro de 1890), fidalgo da Casa Real, bacharel formado em Direito e em Cânones pela Universidade de Coimbra, foi jornalista, poeta, encarregado de negócios em Londres e lugar-tenente de D. Miguel I.
Terá sido o chefe do Partido Legitimista, partidário do regresso ao trono do referido D. Miguel e sua descendência, sendo substituído nessa função pelo frei Fortunato de São Boaventura.

## Biografia
António Ribeiro Saraiva nasceu em 10 de Junho de 1800 em Sernancelhe, filho do desembargador da Casa da Suplicação e conselheiro José Ribeiro Saraiva e de Francisca Xavier Constantina de Morais e Macedo.. 
Ribeiro Saraiva matriculou-se simultaneamente nas duas faculdades (Direito e Cânones) da Universidade de Coimbra, tendo frequentado ainda depois as de matemática e filosofia.
Em Coimbra era geralmente considerado como um poeta muito distinto fazendo parte da grupo cujo chefe era António Feliciano de Castilho, depois visconde de Castilho, do qual foi íntimo amigo. Terminou os estudos da Universidade em 1823, passando em seguida algum tempo em Lisboa, na casa de seu pai.
Em 1826 tomou o Partido Legitimista e por isso teve de emigrar para Espanha em Março de 1827 e só regressou ao Reino de Portugal quando D. Miguel se aclamou rei de Portugal, em 1828. 
Durante a sua emigração, a princesa da Beira D. Maria Teresa, casada em Espanha, o tomou para seu agente particular, empregando-o em continuas comissões políticas, para conseguir que o seu irmão D. Miguel saísse do exílio em Viena de Áustria, no que a princesa empregou toda a sua solicitude e valimento.
Regressando a Lisboa, o novo monarca nomeou-o secretário de legação em Londres em 1828 e encarregado de negócios em 1831, função que conservou até ao fim de Maio de 1834. Terminada a Guerra Civil Portuguesa e soube da convenção de Évora Monte. Nunca mais não quis voltar a Portugal, onde reinava uma dinastia que ele não podia nem queria reconhecer.

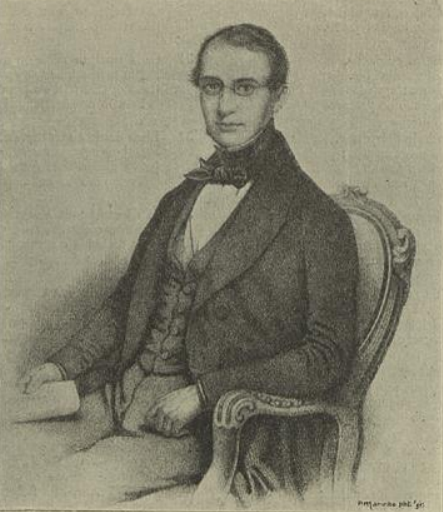
António Ribeiro Saraiva em 1849

Continuou a residir em Londres, e foi encarregado de várias comissões diplomáticas, pelos governos da Áustria e da Rússia, para a restauração do governo de D. Miguel, o que não pôde conseguir.
António Ribeiro Saraiva morreu em Paddock House, Saint Peters, no condado de Kent, a 15 de Dezembro de 1890, com 90 anos.

## Artigos alusivos à sua pessoa
Em Junho de 1880, quando completou 80 anos de idade, dois jornais lhe dedicaram artigos, o Conimbricense e o Commercio de Portugal.
No primeiro lia-se: 
- «Apesar de militarmos em campos políticos diversos, não impede isso que respeitemos a autoridade do nosso compatriota, que há 51 anos se acha ausente do reino. Uma das qualidades mais apreciáveis do Sr. Ribeiro Saraiva é a sua independência, de que deu numerosas provas durante o próprio governo do Sr. D. Miguel, ao qual servia com a maior dedicação.»

Do segundo o seguinte:
- «Completa amanhã oitenta anos de idade o ilustrado e venerando cidadão António Ribeiro Saraiva, um dos altos funcionários do estado durante a dominação miguelista. Este homem é o tipo da maior independência e da mais rigorosa austeridade. Há cinquenta e um anos que vive no estrangeiro, expatriado, vivendo pobremente do seu trabalho, que nem mesmo a idade tem conseguido enfraquecer ou diminuir. Para ele Portugal deixou de ser terra, onde se pudesse viver tranquilamente, depois que a sua causa se perdeu e um novo sistema político, a ele oposto, se estabeleceu no país. Ribeiro Saraiva é um miguelista dissidente, isto é, faz política a seu modo, sempre muito honestamente, combatendo até muitos dos actos do seu partido. À Nação e ao grupo que ela representa, tem por vezes dado correctivos de um vigor assombroso para a idade daquele velho. É intransigente e irreconciliável. As suas cartas ao ilustrado redactor do Conimbricense são sempre muito curiosas, pelas revelações históricas e por uma forma violenta para os adversários das suas ideias. Ribeiro Saraiva é de tal modo independente, que em 1833 nas cartas, encontradas nas regiões oficiais, do punho de varias influências miguelistas, encontraram-se cartas de Saraiva verberando o governo do Sr. D. Miguel. António Ribeiro Saraiva tem tido provações imensas. Sempre o mesmo. Antes quebrar que torcer. Chegou a não ter com que pagar o porte de uma carta. No tempo do Sr. D. Miguel. representava Portugal em Londres. Mudado o sistema, cessou a representação. Sabem o que fez Ribeiro Saraiva? Havendo dívidas importantes da legação, cuja responsabilidade passaria imediatamente ao seu sucessor, Ribeiro Saraiva empenhou-se, sacrificou-se e pagou à sua custa tudo. Um homem assim é raro e respeita-se. Não se procura nele o adversário, aprecia-se o cidadão. Um bom carácter e um homem leal, esteja onde estiver, estima-se e preza-se. Aos oitenta anos Ribeiro Saraiva é ainda hoje um trabalhador. Vive da sua pena. Para dar uma prova do seu carácter basta dizer que se tiver de seu apenas uma libra, e um pobre, que ele reconheça como tal, lhe pedir uma esmola, dá-lha, embora fique sem nada para o dia seguinte. É assim. Os portugueses que vão a Londres procuram sempre o venerado português e ele recebe-os com jovial alegria e sincero afecto.»

O Sr. visconde de Castilho publicou um artigo acompanhando o retrato do venerando diplomata, no Occidente de 30 de Maio de 1900, comemorando a sua morte. Nesse artigo conta o que se passou na visita que lhe fez em 1881, na sua passagem a Londres, a forma cavalheiresca e amistosa como foi recebido, e ainda mais quando o reconheceu como filho do seu íntimo amigo da infância, o visconde de Castilho. Nesse mesmo jornal vêm publicadas algumas das suas poesias, trazendo também o retrato de António Ribeiro Saraiva, tirado em 1849, as gravuras do seu gabinete de trabalho, casa onde vivia em Londres e a igreja e cemitério, em Ramsgat, onde foi sepultado e D. Manuel II lhe mandou erigir um monumento com a citação "viro perpetuae in Deum Patriam Regem fidelitate eximio" (homem de fidelidade excecional e perpétua a Deus, à Pátria e ao Rei).

## Trabalhos
Os seus trabalhos escritos, de Ribeiro Saraiva, principalmente consistem numa imensidade de opúsculos, trechos diários, cartas e artigos em jornais. Por mais de dois anos foi correspondente do Journal de la Haye; escrevia três vezes por semana, e tirava dali o seu sustento no tempo que ele chamava o mais difícil, 1834 a 1837.
Também escreveu regularmente durante algum tempo a parte da política e notícias estrangeiras para a folha de Dublin The Telegraph, e depois continuou na mesma folha a publicar longas séries de artigos, que produziram principalmente na Irlanda seu efeito e sensação.
Escreveu em Londres no Morning Post, e em jornais católicos.
Parece que também lhe pertencem muitos artigos em prosa, e várias poesias políticas, publicadas em 1839 e anos seguintes em diversos números do periódico O Portugal velho, datados de Londres, e tendo por assinatura Portugal Velho Senior.

## Obras
- Lyra erotica, por A. R. S, estudante do quinto anno de Leis, Coimbra, 1821;
- Eu não sou hum rebelde; ou A questão de Portugal em toda a sua simplicidade... (Lisboa, Nova Impressão Silviana, 1828) OCLC 68647611
- D. Miguel I. : obra a mais completa e concludente que tem apparecido na Europa sobre a legitimidade e inauferiveis direitos do senhor D. Miguel I. ao throno de Portugal, traduzida do original francez (1828), Lisboa, impressão Regia[3].
- À nação portugueza, por occasião do dia anniversario (25 de abril) do fausto nascimento de S.M.I. e R. a senhora D. Carlota Joaquina de Bourbon, imperatriz e rainha fidellissima, depois do regresso feliz a Portugal de seu augusto filho o senhor infante D. Miguel, successor legitimo na corôa do mesmo reino, ode (seguida de um breve commentario politico-moral) (Paris, Delaforest, Libraire, 1828.) OCLC 29578537
- A Trombeta final, Londres, 1834;
- O Contrabandista, Londres, 1835;
- O Passado, presente e futuro, ou guia da salvação publica em Portugal, Porto, 1835 (esta indicação é suposta, porque se conhece que foi impresso em Inglaterra);
- A Peninsula, jornal publicado em Londres, cujo n.º tem a data de 15 de Abril de 1840;
- Do tratado de commercio entre Portugal e a Gram-Bretanha, Londres, Imprensa de Schulze, 1842[4];
- O senhor Beirão e o seu discurso (defeccionario) de 28 de Julho, Londres, 1842;
- Cartas conspiradoras (impressas em Londres, 1844), continuadas em diversos folhetos com numeração seguida;
- Quid faciendum? Considerações offerecidas aos partidos portuguezes, ao presente colligados para o bem nacional; por um legitimista constitucional, Londres, 1842;
- este panfleto foi reproduzido com algumas observações e notas refutatórias no Correio Portuguez, jornal de Lisboa, D. Miguel em Roma, Londres, 1844;
- Noticia de serviços no libertar se o Brazil da dominação portugueza prestados pelo almirante Conde de Dundonald, marquez de Maranhão, etc., Londres, 1859;
- Saraiva e Castilho a proposito de Ovidio, Londres, 1862;
- Saudades da Patria;
- nota apensa à versão dos Fastos, de Ovidio, por Castilho, no tomo II, pág. 390.

No vol. VIII do Diccionario Bibliographico Portuguez, publicado em 1867, a pág. 296, lê-se que existia inédito um volume de poesias, intitulado "Musa quotidiana", escritas nos anos de 1831 e seguintes, bem como muitas notas, artigos em prosa, etc.